# ロナルド・ジーグラー
ロナルド・ルイス・ジーグラー（Ronald Louis Ziegler, 1939年5月12日 - 2003年2月10日）は、アメリカ合衆国の官僚である。

## 経歴
リチャード・ニクソン政権下で、ホワイトハウス報道官（1969年 - 1974年）、および大統領補佐官（1974年）を務めた。
ケンタッキー州コヴィントン生まれ。報道補佐官としてニクソンが落選した1962年のカリフォルニア州知事選挙を管理した。1969年に、歴代最年少の29歳でホワイトハウス報道官に就任した。
ジーグラーはウォーターゲート事件時のニクソン政権の主要なスポークスマンだった。この事件の捜査過程で、「侵入犯は大統領に関係した人物ではないか？」との疑念が記者から投げかけられた。それに対してジーグラーは、侵入犯の行為を「三流の盗み」と毒舌をもって評するなど、終始、強気の姿勢を維持し、報道陣との激しいやりとりは「言葉のボクシング」と呼ばれた。
2003年2月10日、カリフォルニア州コロナドで心臓発作のため63歳で死去した。